# Torben Weirup
Torben Weirup (født 16. februar 1953 i Aalborg) er en dansk forfatter, kunst- og arkitekturanmelder. 
Weirup har læst litteratur, filmvidenskab og kunsthistorie ved Københavns Universitet 1974-82.
Freelance skribent 1982-89, kunst- og arkitekturanmelder ved Berlingske Tidende til 2020. Herefter ved Kristeligt Dagblad
Weirup har skrevet en længere række bøger om kunst og arkitektur. Af arkitekturbøger blandt andet om Mindeparken i Ryvangen, Atelierhusene i Emdrup, arkitekterne Ivar Bentsen, Ole Falkentorp og Johan Otto von Spreckelsen og om henholdsvis danske havne og danske forstæder i forandring.
Dertil har han skrevet bøger om blandt andre billedkunstnerne Peter Bonde (Dette er ikke en maler: en bog om billedkunstneren Peter Bonde, Strandberg Publishing 2016), Peter Bonnén (Kunst og kamp kræver stadig stål, 2003), Ingvar Cronhammar (Tystnaden, Aristo 2008), Thomas Kluge (Under baretten: En fortælling om Thomas Kluges maleri, Aschehoug 2002), Bjørn Nørgaard (Man har sine klare øjeblikke... Møntergården 2000) og Viggo Rivad (Set - Viggo Rivad - fotografier 1948-1994) samt om Grønningen i anledning af sammenslutningens 100-års jubilæum i 2015.
Desuden rejsebøger om London og Venedig samt kortprosasamlingen Fem steder. 
Mangeårig redaktør af årbogen Dansk kunst og magasinet North Art Magazine. 
Medlem af AICA Danmark, Foreningen af danske kunstkritikere. 